# Guam az 1988. évi nyári olimpiai játékokon
Guam a dél-koreai Szöulban megrendezett 1988. évi nyári olimpiai játékok egyik részt vevő nemzete volt. Az országot az olimpián 7 sportágban 19 sportoló képviselte, akik érmet nem szereztek. Guam első alkalommal vett részt a nyári olimpiai játékokon.

## Atlétika
Férfi
| Versenyző       | Versenyszám | Eredmény | Helyezés |
| --------------- | ----------- | -------- | -------- |
| Fred Schumann   | Maraton     | 2:49:52  | 86.      |
| James Walker    | Maraton     | 2:56:32  | 90.      |
| Ricardo Taitano | Maraton     | 3:03:19  | 94.      |

Női
| Versenyző        | Versenyszám | Eredmény | Helyezés |
| ---------------- | ----------- | -------- | -------- |
| Julie Ogborn     | Maraton     | 3:06:05  | 59.      |
| Lourdes Klitzkie | Maraton     | 3:25:32  | 63.      |
| Mariana Ysrael   | Maraton     | 3:42:23  | 64.      |

## Birkózás
Szabadfogású
| Versenyző     | Versenyszám | Vigaszágas kiesés                                                                 | Vigaszágas kiesés | Helyosztók        | Helyosztók        | Bronz- mérkőzés   | Döntő             | Helyezés    |
| Versenyző     | Versenyszám | Vigaszágas kiesés                                                                 | Vigaszágas kiesés | 7. helyért        | 5. helyért        | Bronz- mérkőzés   | Döntő             | Helyezés    |
| Versenyző     | Versenyszám | Ellenfél Eredmény                                                                 | Hely.             | Ellenfél Eredmény | Ellenfél Eredmény | Ellenfél Eredmény | Ellenfél Eredmény | Helyezés    |
| ------------- | ----------- | --------------------------------------------------------------------------------- | ----------------- | ----------------- | ----------------- | ----------------- | ----------------- | ----------- |
| Reuben Tucker | 90 kg       | B csoport · Zevegiin Düvchin (MGL) · kétvállas · Hubert Bindels (BEL) · kétvállas | 12.               | kiesett           | kiesett           | kiesett           | kiesett           | helyezetlen |

## Cselgáncs
| Versenyző        | Versenyszám | Csoport | Selejtező                        | 32-es főtábla                             | Nyolcaddöntő      | Negyeddöntő       | Elődöntő          | Vigaszág nyolcaddöntő | Vigaszág negyeddöntő | Vigaszág elődöntő | Bronz- mérkőzés   | Döntő             | Helyezés |
| Versenyző        | Versenyszám | Csoport | Ellenfél Eredmény                | Ellenfél Eredmény                         | Ellenfél Eredmény | Ellenfél Eredmény | Ellenfél Eredmény | Ellenfél Eredmény     | Ellenfél Eredmény    | Ellenfél Eredmény | Ellenfél Eredmény | Ellenfél Eredmény | Helyezés |
| ---------------- | ----------- | ------- | -------------------------------- | ----------------------------------------- | ----------------- | ----------------- | ----------------- | --------------------- | -------------------- | ----------------- | ----------------- | ----------------- | -------- |
| Derrick Anderson | Harmatsúly  | B       | Claudio Yafuso (ARG) · 0000–1000 | kiesett                                   | kiesett           | kiesett           | kiesett           |                       |                      |                   |                   |                   | 34.      |
| Mariano Aquino   | Váltósúly   | A       | erőnyerő                         | Hisham Al-Sharaf Rashad (KUW) · 0000–1011 | kiesett           | kiesett           | kiesett           |                       |                      |                   |                   |                   | 20.      |
| Ricardo Blas     | Nehézsúly   | B       |                                  | Steven Cohen (USA) · 0000–0101            | kiesett           | kiesett           | kiesett           |                       |                      |                   |                   |                   | 19.      |

## Ökölvívás
| Versenyző          | Versenyszám | Selejtező         | 32-es főtábla                | Nyolcaddöntő      | Negyeddöntő       | Elődöntő          | Döntő             | Helyezés |
| Versenyző          | Versenyszám | Ellenfél Eredmény | Ellenfél Eredmény            | Ellenfél Eredmény | Ellenfél Eredmény | Ellenfél Eredmény | Ellenfél Eredmény | Helyezés |
| ------------------ | ----------- | ----------------- | ---------------------------- | ----------------- | ----------------- | ----------------- | ----------------- | -------- |
| Eduardo de la Peña | Könnyűsúly  | erőnyerő          | Emil Csuprenszki (BUL) · RSC | kiesett           | kiesett           | kiesett           | kiesett           | 17.      |

RSC – a mérkőzésvezető megállította a mérkőzést

## Súlyemelés
| Versenyző     | Versenyszám | Szakítás | Szakítás | Lökés    | Lökés    | Összesen | Helyezés |
| Versenyző     | Versenyszám | Eredmény | Helyezés | Eredmény | Helyezés | Összesen | Helyezés |
| ------------- | ----------- | -------- | -------- | -------- | -------- | -------- | -------- |
| Pete Fejeran  | 67,5 kg     | 82,5     | 23.      | 110,0    | 22.      | 192,5    | 22.      |
| Milan Cukovic | 110 kg      | 95,0     | 19.      | 125,0    | 17.      | 220,0    | 17.      |

## Úszás
Férfi
| Versenyző         | Versenyszám  | Előfutam | Előfutam | Előfutam | Döntő   | Döntő   | Döntő   | Helyezés |
| Versenyző         | Versenyszám  | Idő      | Hely.    | Össz.    | Típus   | Idő     | Hely.   | Helyezés |
| ----------------- | ------------ | -------- | -------- | -------- | ------- | ------- | ------- | -------- |
| Jonathan Sakovich | 100 m gyors  | 54,24    | 6.       | 53.      | kiesett | kiesett | kiesett | kiesett  |
| Jonathan Sakovich | 200 m gyors  | 1:57,72  | 5.       | 49.      | kiesett | kiesett | kiesett | kiesett  |
| Jonathan Sakovich | 400 m gyors  | 4:06,89  | 2.       | 41.      | kiesett | kiesett | kiesett | kiesett  |
| Jonathan Sakovich | 1500 m gyors | 16:26,77 | 3.       | 35.      | kiesett | kiesett | kiesett | kiesett  |
| Jonathan Sakovich | 200 m vegyes | 2:16,70  | 6.       | 45.      | kiesett | kiesett | kiesett | kiesett  |
| Jonathan Sakovich | 400 m vegyes | 4:44,78  | 1.       | 29.      | kiesett | kiesett | kiesett | kiesett  |
| Patrick Sagisi    | 100 m hát    | 1:01,86  | 2.       | 41.      | kiesett | kiesett | kiesett | kiesett  |
| Patrick Sagisi    | 200 m hát    | 2:15,82  | 7.       | 36.      | kiesett | kiesett | kiesett | kiesett  |

Női
| Versenyző         | Versenyszám    | Előfutam | Előfutam | Előfutam | Döntő   | Döntő   | Döntő   | Helyezés |
| Versenyző         | Versenyszám    | Idő      | Hely.    | Össz.    | Típus   | Idő     | Hely.   | Helyezés |
| ----------------- | -------------- | -------- | -------- | -------- | ------- | ------- | ------- | -------- |
| Veronica Cummings | 50 m gyors     | 28,94    | 6.       | 43.      | kiesett | kiesett | kiesett | kiesett  |
| Veronica Cummings | 100 m gyors    | 1:02,63  | 3.       | 50.      | kiesett | kiesett | kiesett | kiesett  |
| Barbara Gayle     | 100 m pillangó | 1:12,84  | 8.       | 40.      | kiesett | kiesett | kiesett | kiesett  |

## Vitorlázás
Férfi
| Versenyző    | Versenyszám | Futam | Futam   | Futam | Futam | Futam    | Futam | Futam | Pontszám | Helyezés |
| Versenyző    | Versenyszám | 1     | 2       | 3     | 4     | 5        | 6     | 7     | Pontszám | Helyezés |
| ------------ | ----------- | ----- | ------- | ----- | ----- | -------- | ----- | ----- | -------- | -------- |
| Jan Iriarte  | Divízió II  | 40,0  | (52,0*) | 43,0  | 44,0  | 52,0**   | 46,0  | 37,0  | 262,0    | 41.      |
| Gary Griffin | Finn dingi  | 35,0  | 37,0    | 34,0  | 35,0  | (40,0**) | 33,0  | 29,0  | 203,0    | 32.      |

* - kizárták

** - nem ért célba